# Fábrica Tesla de Nevada
La Gigafábrica 1 de Tesla (en inglés: Tesla Gigafactory 1), o Tesla Giga Nevada, es una fábrica de baterías de iones de litio situada en el condado de Storey, Nevada, al este de la ciudad de Reno. Su construcción se inició en 2014 y fue inaugurada el 29 de julio de 2016.
De acuerdo con el director ejecutivo de Tesla, Elon Musk, serán necesarias cien fábricas como esta para permitir la transición hacia un consumo de energía sostenible en el mundo.

## Descripción

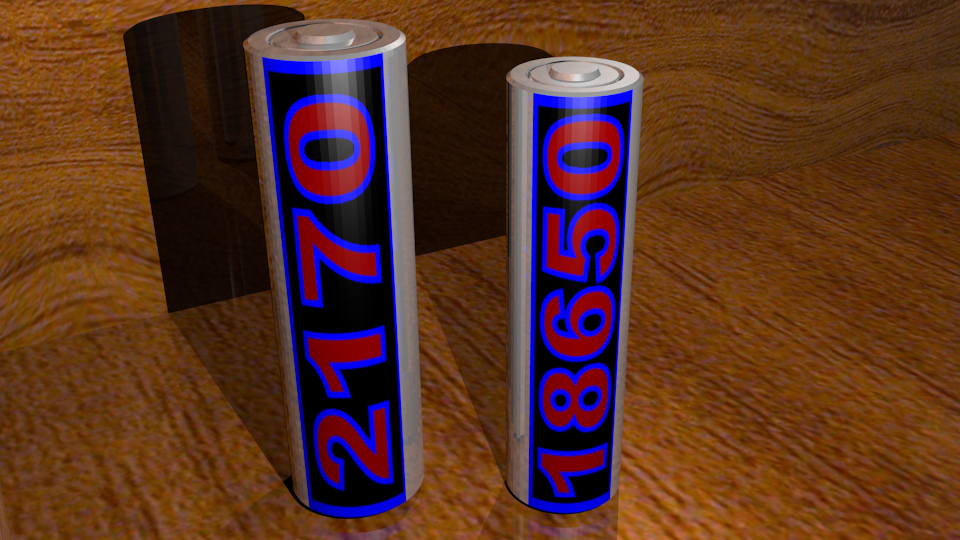
Baterías de iones de litio modelos 2170 y 18650 usadas en los vehículos Tesla.

El coste de construcción se esperaba que fuera de unos 5000 millones de USD.
En diciembre de 2018 se llevaban invertidos 6050 millones de USD.
Cuando la fábrica esté a pleno rendimiento, Tesla Motors espera obtener una reducción del 30% en el coste de producción de sus baterías para coches eléctricos. Para 2020 espera producir baterías para 500 000 coches Tesla al año. Los modelos equipados con las baterías producidas en la Gigafábrica 1 serán el Tesla Model S, Tesla Model X y Tesla Model 3.
Dará unos 6 500 empleos directos y unos 16 000 indirectos. La contratación será principalmente para personas del estado de Nevada y especialmente veteranos de guerra. El estado de Nevada tenía una población en 2012 de 2 758 931 habitantes. En 2010 la ciudad de Reno tenía 225 221 habitantes.
El gobernador de Nevada Brian Sandoval  dijo en septiembre de 2014 que el impacto de la Gigafábrica 1 en Nevada sería de 100 000 millones de USD en 20 años. Cuando esté en funcionamiento supondrá un 4% del PIB del estado de Nevada. El gobernador esperaba un retorno de 80 USD por cada USD invertido por el estado de Nevada en los incentivos a la Gigafábrica 1.
El CTO de Tesla Motors JB Straubel dijo que la Gigafábrica 1

‘doubling the worldwide capacity in a single factory and reinventing the supply chain.‘
‘doblará la capacidad mundial (de producción de baterías de iones de litio) en una única fábrica y reinventará la cadena de suministro.’

En la planta se producirán un total de 35 GWh en células de iones de litio para las necesidades de la fábrica de Tesla Motors en Fremont y 15 GWh de células de iones de litio para paquetes de baterías estacionarios (para su uso en edificios).
Elon Musk dijo que la fábrica tendría una forma de diamante orientada al Norte para ubicar mejor los paneles solares de la cubierta, reducir el movimiento de tierras y localizar con facilidad todos los componentes y equipos por GPS.
La fábrica será autosuficiente energéticamente. Producirá su electricidad con paneles solares, molinos de viento y sistemas geotermales. Tratará de minimizar el impacto medioambiental.
La planta también reciclará paquetes de baterías usadas.
En compensación por los incentivos fiscales del estado de Nevada, Tesla se comprometió a contribuir con 35 millones de USD para la educación infantil de 3 a 12 años en el estado de Nevada empezando en 2018. También donará 1 millón de USD a la Universidad de Nevada para la investigación en baterías.
En julio de 2014 se anunció que Panasonic había alcanzado un acuerdo básico para participar en la fábrica.

## Ubicación

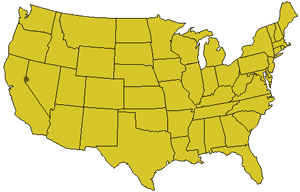
Reno, Nevada, Estados Unidos

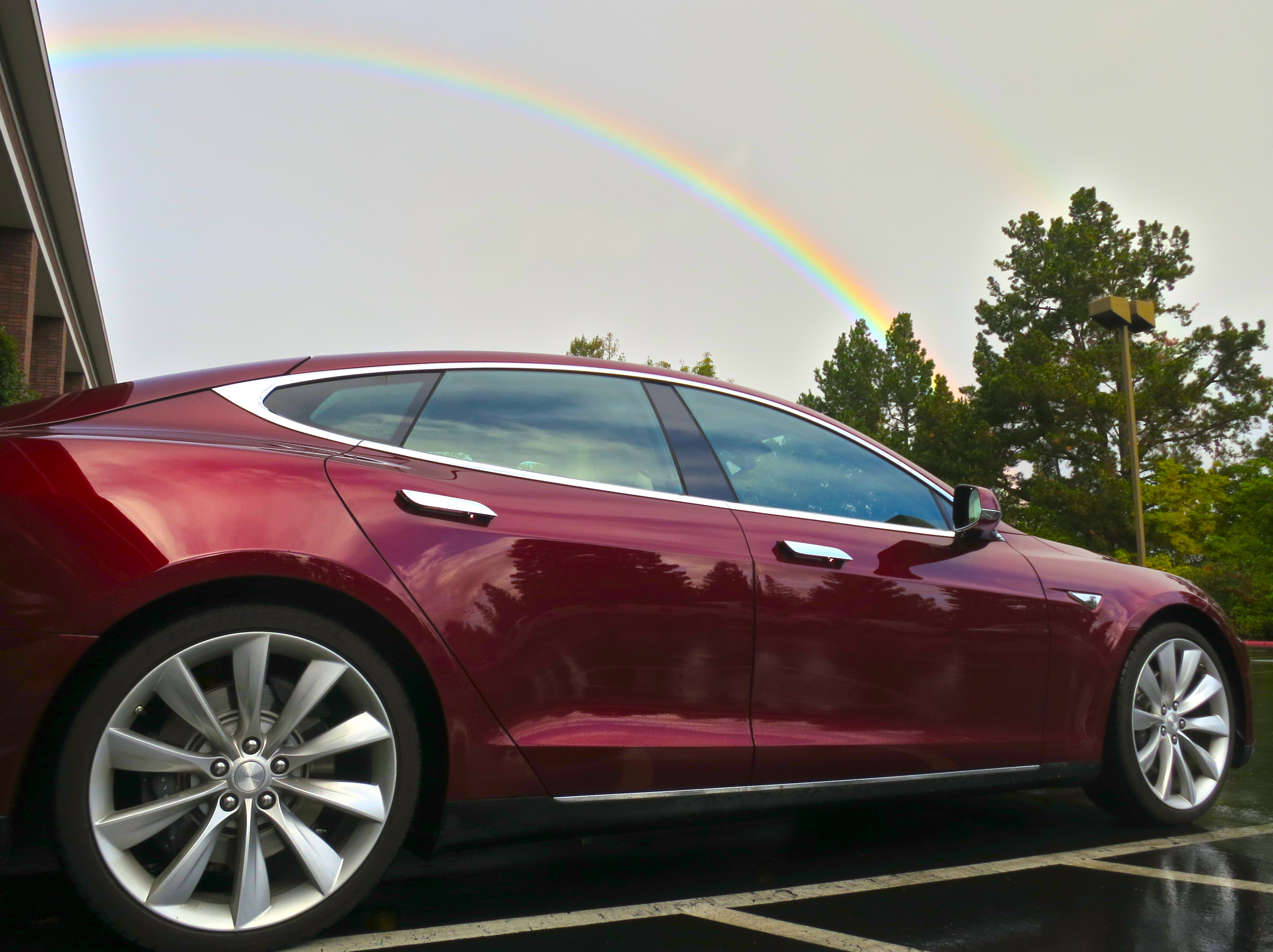
Tesla Model S. La Gigafábrica 1 fabrica baterías para el Tesla Model S, Tesla Model X y Tesla Model 3.

Se encuentra en Reno Tahoe Industrial Center, 2641 Portofino Drive, Reno, Nevada, Estados Unidos.
Ocupa una superficie de 929 030 metros cuadrados.
La distancia entre la fábrica de Tesla en Fremont, California y Reno, Nevada es de unos 330 km.
Se barajaron varias potenciales ubicaciones en Arizona, Nevada, Nuevo México y Texas.
Tesla llevó adelante parte del movimiento de tierras, permisos, planes y proyectos para 3 ubicaciones antes de tomar la decisión final.
El 3 de septiembre de 2014 el gobernador de Nevada Brian Sandoval y Elon Musk anunciaron que la ubicación de la Gigafábrica 1 estaría en Nevada.
Poco después de comercializar el Tesla Powerwall y Tesla PowerPack, Tesla compró más terreno adyacente a la Gigafábrica 1 y dobló la superficie de 1000 acres (4,05 km²) a 2000 acres (8,09 km²).

## Construcción

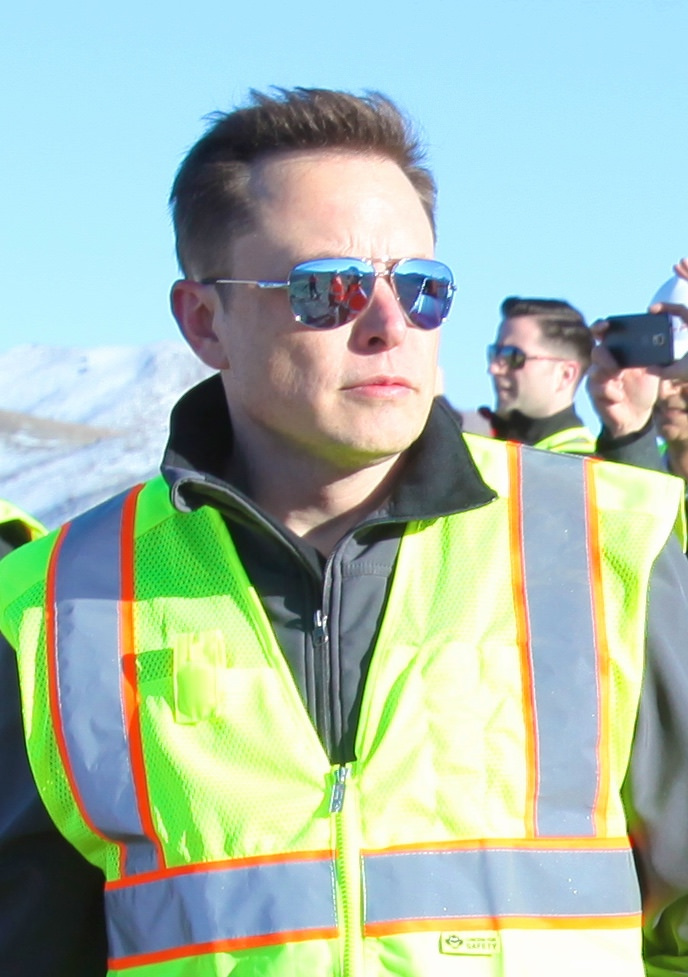
Elon Musk supervisando las obras de la Gigafábrica 1 en marzo de 2015.

Hasta el 30 de septiembre de 2014 Tesla llevaba gastados 18,8 millones de USD en la Gigafábrica 1.
Las primeras baterías para el Tesla Model S y Model X se produjeron en la Gigafábrica 1 en 2016.
En agosto de 2018 la producción anualizada de la Gigaflabrica fue de 20 GWh.
Para 2020 se espera que produzca 35 GWh y compre otros 15 GWh a otros fabricantes como Panasonic.
Hasta diciembre de 2018 habían invertido 2050 millones de USD en la construcción y 3990 millones de USD en el equipamiento haciendo un total de 6050 millones de USD. En diciembre de 2018 trabajaban en la gigafábrica 7059 empleados.

## Productos

### Powerwall y Powerpack
El 30 de abril de 2015 Tesla presentó dos sistemas de almacenamiento de energía.
El Powerwall es un paquete de baterías de iones de litio usado como respaldo en la red eléctrica de un domicilio y que puede almacenar energía eléctrica proveniente de generación mediante energías renovables, como instalaciones solares o eólicas, o almacenar electricidad en horario nocturno cuando la electricidad es más barata. Puede instalarse en exteriores o interiores y no precisa un cuarto cerrado. También permite realizar una instalación eléctrica en lugares remotos sin acceso a la red.
Tesla ofrece dos capacidades: 7 kWh y 10 kWh. Su precio es de 3 000 USD y 3 500 USD respectivamente. Trabajan en un rango de 350 a 450 Voltios y pueden entregar 5 kW de potencia continua y picos de hasta 7 kW. La intensidad suministrada varía desde los 5,8 amperios nominales hasta los 8,6 amperios máximos. Pesan 100 kg y sus dimensiones son 1300 mm x 860 mm x 180 mm. Disponen de un control de temperatura y refrigeración por líquido. El Powerwall no incluye el inversor DC-AC.
Tesla diseñó estas baterías de forma modular. Pueden conectarse hasta 9 paquetes para tener una capacidad total de hasta 90 kWh. Tesla ofrece una garantía de 10 años.
Para instalaciones más grandes Tesla ofrece el Powerpack de 100 kWh de capacidad y que puede escalarse de forma indefinida hasta alcanzar capacidades de GWh.
Tesla liberará las patentes de sus sistemas de almacenamiento de energía siguiendo su política de open source.
Las unidades de almacenamiento Powerwall y Powerpack se comenzaron a fabricar en la fábrica de Tesla en Fremont durante 2015 y en la Gigafábrica 1 de Reno, Nevada en 2016. Las primeras entregas se realizaron en el verano de 2015.
Según Elon Musk para cubrir la generación de energía sostenible de Estados Unidos se necesitarían solo 160 millones de Powerpacks para un total de 16 000 GWh. Y para todo el mundo se precisarían 900 millones de Powerpacks para un total de 90 000 GWh. Para cubrir la generación de energía, transporte y calefacción de todo el mundo se necesitarían 2 000 millones de Powerpacks para un total de 200 000 GWh.
El 7 de mayo de 2015 ya habían sido reservadas 38 000 unidades de Powerwall y 2 500 unidades de Powerpack, 63 000 unidades Powerwall en total, por un valor total de  800 millones USD. Hasta julio de 2015 ya habían sido reservadas 100 000 unidades de Powerwall (incluyendo las unidades para Powerpack), por un valor total de 1000 millones USD.